# Emmanuel von Mensdorff-Pouilly

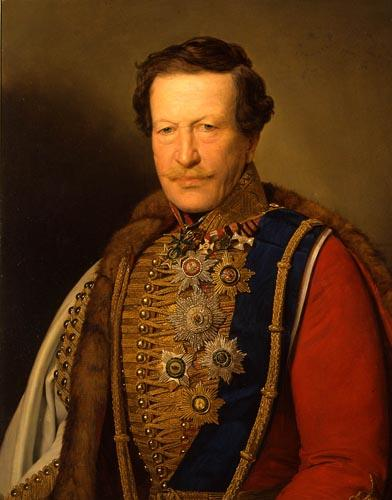
Mensdorff-Pouilly en 1839

Emmanuel Graf von Mensdorff-Pouilly (24 de enero de 1777 - 28 de junio de 1852) fue un oficial del Ejército Imperial-Real del Imperio austriaco, y vicegobernador de Maguncia. Era el tío de la reina Victoria y padrino de su marido, el Príncipe Alberto de Sajonia-Coburgo-Gotha.

## Biografía
La familia Mensdorff-Pouilly tenía su origen en la baronía de Pouilly en Stenay, en el río Mosa en Lorena. Alberto-Luis, Barón de Pouilly et de Chaffour, Comte de Roussy (1731-1795) y su esposa María Antonieta (1746-1800) emigraron juntos con sus hijos durante la Revolución francesa. Sus hijos, Alberto (1775-1799) y Emmanuel (bautizado en Nancy el 24 de enero de 1777), tomaron el nombre de Mensdorff de una comunidad en el condado de Roussy, Luxemburgo.
Los hermanos entraron en el servicio militar contra la Francia revolucionaria y la Francia Napoleónica, y Alberto murió en batalla en 1799. Al inicio de la Guerra de la Quinta Coalición, Emmanuel sostuvo el rango de mayor. El 13 de abril de 1809, fue herido mientras lideraba una compañía del 8.º Jäger en acción en las cercanías de Amberg. Para el 23 de abril, se había recuperado lo suficiente para participar en las batallas de caballería en los comienzos de la Batalla de Ratisbon. Fue condecorado con la Orden Militar de María Teresa por sus servicios en la guerra.
En 1810, recibió el mando del regimiento de Ulanos de Galitzia „Erzherzog Carl“ Nr. 3. Sirviendo como un comandante de una brigada de caballería en Bohemia, Mensdorff-Pouilly se convirtió en comandante de la fortaleza de Maguncia, la primera fortaleza confederada. Entre 1829 y 1834, Mensdorff-Pouilly también sirvió como vicegobernador de Maguncia.
Después de servir de nuevo en Bohemia, Mensdorff-Pouilly se convirtió en vicepresidente del Hofkriegsrat en 1840. Se retiró del ejército en 1848 con el rango de feldmarschallleutnant. Durante las Revoluciones de 1848, Mensdorff-Pouilly fue enviado como comisario a Praga, donde intentó en vano impresionar al Príncipe Alfredo I de Windisch-Grätz de la necesidad de evitar un baño de sangre.

## Familia
Emmanuel von Mensdorff-Pouilly contrajo matrimonio con la Princesa Sofía de Sajonia-Coburgo-Saalfeld, hija del Duque Francisco de Sajonia-Coburgo-Saalfeld, el 22 de febrero de 1804 en Coburgo. A través de este matrimonio, era el cuñado del rey Leopoldo I de Bélgica y el tío de la reina Victoria y del Príncipe Alberto del Reino Unido, y del rey Fernando II de Portugal.
Emmanuel y Sofía tuvieron seis hijos:
- Hugo Fernando (1806-1847), soltero y sin descendencia.
- Alfonso (1810-1894), Conde de Mensdorff-Pouilly, ∞ 1. 1843 Condesa Teresa de Dietrichstein-Proskau-Leslie (1823-1856), ∞ 2. 1862 Condesa María Teresa de Lamberg (1833-1876).
- Alfredo Carlos (1812-1814).
- Alejandro (1813-1871), Fürst von Dietrichstein zu Nikolsburg (1868), fue Ministro de Exteriores y Primer Ministro de Austria de la década de 1860, ∞ 1857 Condesa Alejandrina María de Dietrichstein-Proskau-Leslie (1824-1906).
- Leopoldo Emanuel (1815-1832)
- Arturo Augusto (1817-1904), ∞ 1. 1853 (divorciados en 1882) Magdalena Kremzow (1835-1899), ∞ 2. 1902 Condesa Blanca Albertina von Wickenburg (1837-1912).

Emmanuel fue creado Graf (Conde) von Mensdorff-Pouilly el 29 de noviembre de 1818 en Viena. En 1838, adquirió el Palacio Preitenstein en la región de Plzeň de Bohemia, que permaneció como propiedad de la familia Mensdorff-Pouilly hasta 1945. Esta enterrado en la capilla funeraria de Santa Teresa en el parque de dicho castillo junto a su esposa (fallecida en 1835).